# Norfolk Naval Shipyard

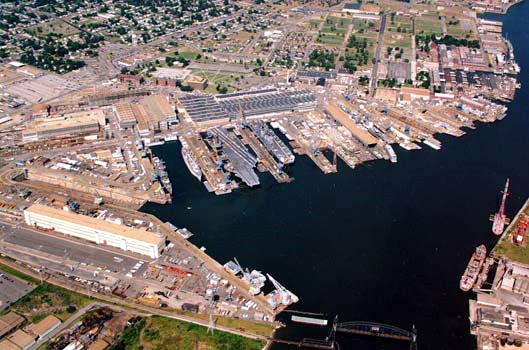
Luftbild der Werft

Die Werft Norfolk Naval Shipyard (oft auch Norfolk Navy Yard, gegründet als Gosport Shipyard) ist eine Einrichtung der US Navy in Portsmouth, Virginia (die nicht mit der Portsmouth Naval Shipyard zu verwechseln ist). Sie liegt am Elizabeth River, kurz vor der Mündung bei Hampton Roads.

## Geschichte

### Britische Werft
Die Werft wurde als Gosport Shipyard am 1. November 1767 von Andrew Sprowle am westlichen Ufer des Elizabeth River gegründet. Dort wurden Schiffe für die britische Krone gebaut. Als im Jahr 1775 die Amerikanische Unabhängigkeitsbewegung begann, blieb Sprowle den Briten treu (Loyalisten) und floh aus Virginia, das daraufhin die Werft konfiszierte und betrieb. 1779 brannten britische Soldaten die Werft nieder.

### Amerikanische Werft
1794 passierte ein Gesetz den amerikanischen Kongress, das es der Bundesregierung erlaubte, die Werft zu pachten. 1799 wurde dort der Kiel der Chesapeake gelegt, ein Schwesterschiff der bekannten Constitution.
1801 kaufte die Bundesregierung die Werft von Virginia. Der Preis betrug 12.000 US-Dollar. Damit gingen 65.000 m² in den Besitz der Bundesregierung über, die 1827 mit der Konstruktion eines Trockendocks begann. Dieses war das erste in Amerika. 1845 wurde Land am Ostufer des Flusses hinzugekauft.

### Amerikanischer Bürgerkrieg

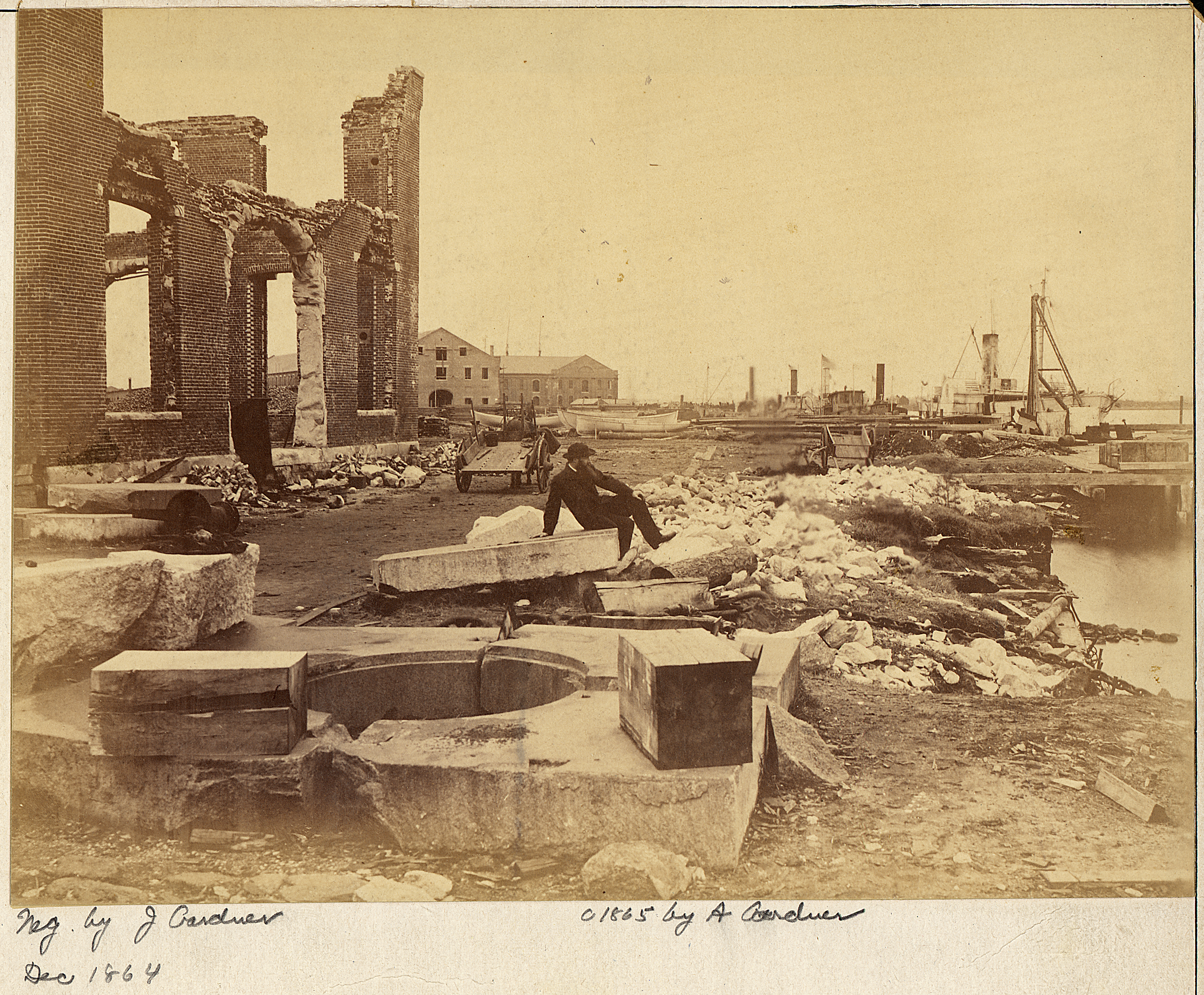
Ruinen der Werft nach dem Bürgerkrieg, 1864, Fotograf unbekannt. Aus der Sammlung der National Archives & Records Administration

1861, als Virginia den Konföderierten Staaten von Amerika beitrat, brannten die Werftangestellten die Anlage nieder. Kurze Zeit darauf übernahmen die Konföderierten die Werft und bauten aus dem nicht komplett verbrannten Schiff USS Merrimack die CSS Virginia, die wenig später an der Schlacht von Hampton Roads teilnahm. Als die Konföderierten die Werft im Mai 1862 wieder verließen, brannten sie die Werft ein weiteres Mal nieder.
Daraufhin benannten die Unionisten die Werft nach der größten Stadt in der Gegend, Norfolk.

### Moderne Zeit
Bis zum Ersten Weltkrieg gab es keine weiten signifikanten Erweiterungen, dann wurde jedoch das Personal auf 11.000 aufgestockt. Diese Entwicklung hielt an, bis die Werft zwischen 1940 und 1945 bis zu 43.000 Arbeiter beschäftigte.
Seit dem Zweiten Weltkrieg ist Norfolk Navy Yard eine reine Reparaturwerft. Die letzten dort auf Kiel gelegten Schiffe, zwei hölzerne Minensucher, wurden am 28. März 1953 getauft.
Heute besteht die Werft aus 5,2 km² nicht zusammenhängendem Territorium beiderseits des Flusses und ist in der Lage, Überholungen und Reparaturen an jedem Typ von Kriegsschiff auszuführen. Dazu zählen auch die modernen Flugzeugträger, die an der Ostküste ansonsten nur bei Newport News Shipbuilding ins Trockendock genommen werden können.